# Sternwarte - Planetarium SIRIUS
Die Anlage Sternwarte - Planetarium SIRIUS steht in Schwanden ob Sigriswil im schweizerischen Kanton Bern. Sie wurde am 14. Oktober 2000 als Volkssternwarte mit Planetarium eröffnet.  Betrieben wird sie durch die Stiftung Sternwarte Planetarium SIRIUS.

## Planetarium
Im Planetarium projiziert ein Zeiss ZKP4 Projektor den Sternenhimmel in eine Kuppel von 8 Meter Durchmesser mit 50 Sitzplätzen.
Der Projektor wird ergänzt durch eine Zeiss Ganzkuppelvideoanlage des Typs Spacegate Quinto.
Die Sonne kann mittels eines Heliostaten in die Kuppel projiziert werden, um den Besuchern Sonnenflecken zu zeigen.

## Sternwarte
In der 5-Meter-Kuppel steht ein Ritchey-Chrétien-Cassegrain-Teleskop mit 637 Millimeter Durchmesser der italienischen Firma Marcon.

## Planetenweg
Gleich neben der Sternwarte beginnt der knapp sechs Kilometer lange Planetenweg mit dem ersten Fixpunkt, der Sonne. Der Weg führt via Cheerwald nach Heiligenschwendi oder zurück nach Schwanden.

## Geschichte
Im Jahr 1994 stellte Theo Gyger die Idee zum Bau einer Sternwarte mit Planetarium vor. Gyger war Vereinspräsident des Schwanden-Tschingel-Ringoldswil (STR) Tourismus.
Fachlich wurde das Projekt vom emeritierten Berner Professor Paul Wild begleitet, Direktor des Astronomischen Institutes Bern.
Am 24. November 1995 erfolgte auf der Meielisalp ob Leissigen die Gründung der Astronomischen Vereinigung Berner Oberland (AVBeO). Sie übernahm das Projekt vom STR Tourismus und verfolgte es weiter. Am 1. Oktober 1999 waren die Bewilligungen sowie die Finanzierung für die neue Anlage vorhanden. Am 14. Oktober 2000 wurde die Anlage  eröffnet. Anwesend war unter anderem der Astronaut Claude Nicollier. Die Anlage ist rollstuhlgängig. Am 28. November 2006 wurde die Stiftung Sternwarte Planetarium SIRIUS gegründet, die AVBeO als Stifterin brachte die Anlage als Stiftungskapital ein und ist heute die Gönnervereinigung der Stiftung.